# Iris pitcheri
Iris pitcheri es una especie de mantis de la familia Tarachodidae.

## Distribución geográfica
Se encuentra en Arabia Saudita.